# Utah Stars

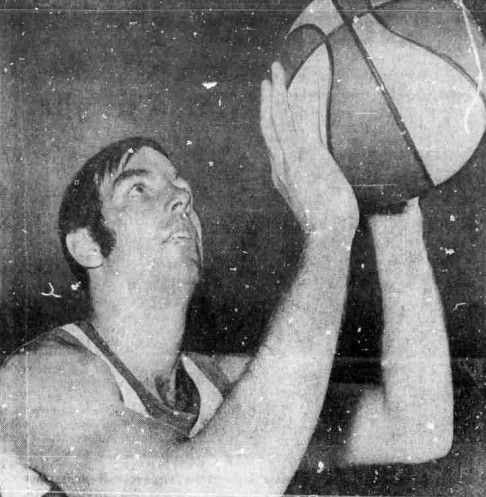
Roderick McDonald -1970

Utah Stars fue un equipo de baloncesto estadounidense que compitió en la desaparecida American Basketball Association. Originalmente tuvieron su sede en Anaheim, California, con el nombre de Anaheim Amigos, donde solamente disputaron una temporada. Al año siguiente se trasladaron a Los Ángeles, cambiando su nombre por el de Los Angeles Stars, y finalmente, en 1970, recalaron en la capital del estado de Utah, Salt Lake City, convirtiéndose en los Utah Stars.

## Historia
El equipo fue creado cuando se puso en marcha la Liga ABA por el hawaiano de origen chino Art Kim. Al año siguiente, y tras una mala temporada, vendió el equipo, y el nuevo propietario lo instaló en Los Ángeles, cambiándole el nombre por el de Stars. a pesar de que en la segunda temporada en la ciudad californiana los Stars legaron a la final del campeonato, la baja asistencia de público y las pérdidas económicas hicieron que el equipo fuese vendido nuevamente, recalando en el estado mormón de Utah.
Les sentó bien el cambio, ya que se encontraron con una gran afición y formaron un gran equipo, el cual logró su primer y único título de campeón en su primera temporada lejos de California, imponiéndose a los Kentucky Colonels por 4 a 3 en la final. Jugaron una nueva final en 1973, contra los New York Nets, pero perdieron por 4 a 1.
Los Stars están considerados uno de los mejores equipos de la extinta liga. Lograron tener el mejor porcentaje de victorias en equipos que disputaron más de una temporada, con un promedio del 60%. Tras la desaparición de la ABA, el baloncesto profesional volvió a Salt Lake City en 1979, cuando los New Orleans Jazz de la NBA se trasladaron a esa ciudad.

## Jugadores destacados
- Willie Wise
- Ron Boone
- Moses Malone
- Jimmy Jones
- Zelmo Beaty
- Rick Mount

## Trayectoria en la ABA
| Temporada | Nombre del equipo | Balance | Temp. Regular                                     | Play-offs                 |
| --------- | ----------------- | ------- | ------------------------------------------------- | ------------------------- |
| 1967-1968 | Anaheim Amigos    | 25-53   | 5º División Oeste                                 |                           |
| 1968-1969 | Los Angeles Stars | 33-45   | 5º División Oeste                                 |                           |
| 1969-1970 | Los Angeles Stars | 43-41   | 4.ª División Oeste                                | Subcampeón de la ABA      |
| 1970-1971 | Utah Stars        | 57-27   | 2.ª División Oeste                                | Campeón de la ABA         |
| 1971-1972 | Utah Stars        | 60-24   | 1.ª División Oeste                                | Pierde en final del Oeste |
| 1972-1973 | Utah Stars        | 55-29   | 1.ª División Oeste                                | Pierde en final del Oeste |
| 1973-1974 | Utah Stars        | 51-33   | 1.ª División Oeste                                | Subcampeón de la ABA      |
| 1974-1975 | Utah Stars        | 38-46   | 4.ª División Oeste                                | Pierde en semis del Oeste |
| 1975-1976 | Utah Stars        | 4-12    | Desaparece de la competición en diciembre de 1975 |                           |